# Adrian Monger
Adrian Calero Monger, född 6 december 1932 i Mount Lawley, död 9 juli 2016 i Perth, var en australisk roddare.
Monger blev olympisk bronsmedaljör i åtta med styrman vid sommarspelen 1956 i Melbourne.